# Helanthium
Genre
Taxons de rang inférieur
- Voir le texte

Classification APG II (2003)
Helanthium est un genre de plantes-épées sud-américaines et caraïbéennes.

## Liste des espèces
- Helanthium bolivianum
- Helanthium tenellum
- Helanthium zombiense